# 房屋署

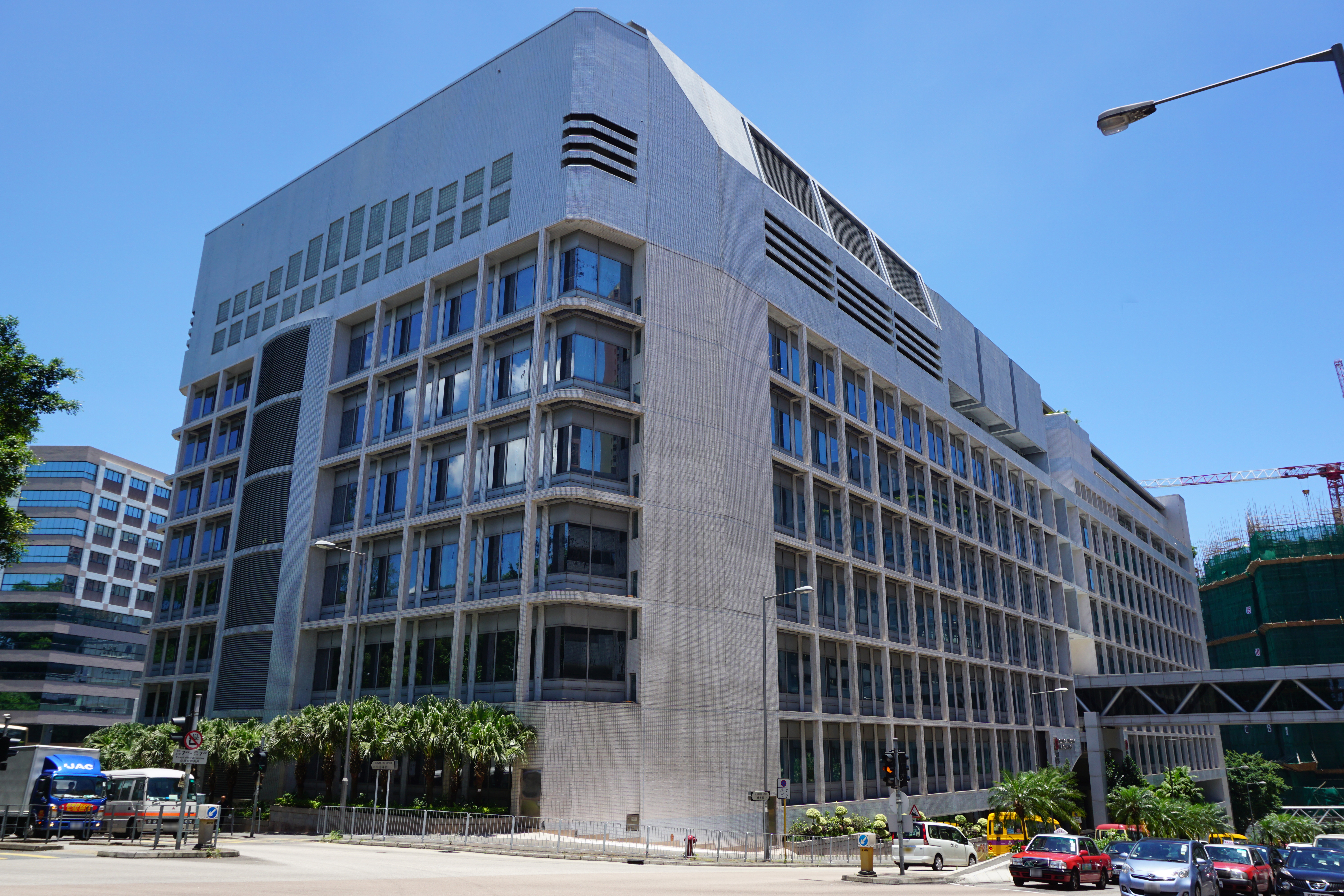
房委會位於何文田佛光街的總部（香港公開大學本部旁）

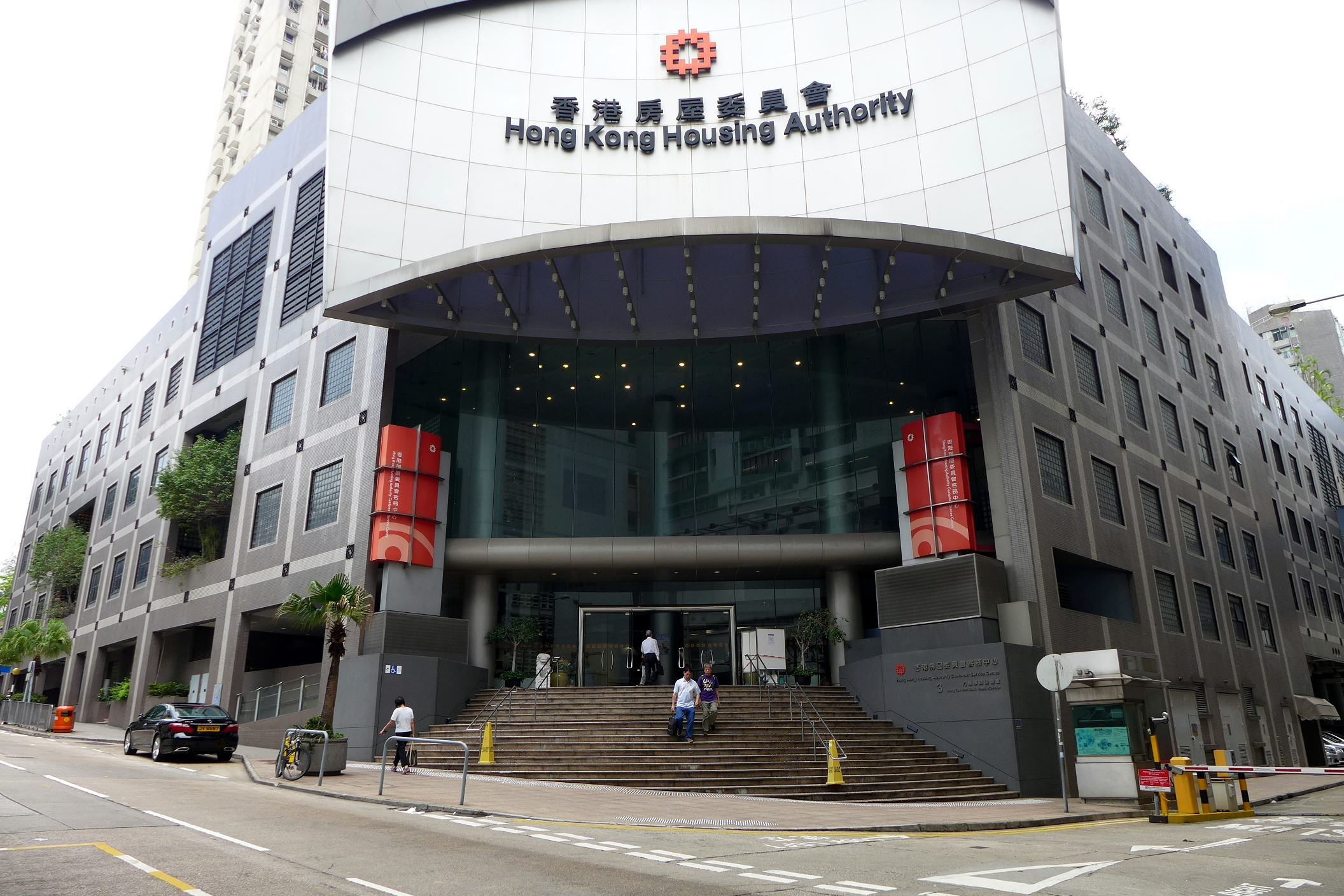
房委會位於樂富的客戶服務中心

房屋署（簡稱房署，縮寫：HD）是香港特別行政區政府房屋局轄下部門，專責管理香港公共房屋。該部門會從獨立的法定機構香港房屋委員會收集意見以定出政策路向，加以執行的。房屋署為房委會的執行機關，並為房屋局提供支援，處理有關房屋的政策和事務。署長由首長級甲一級政務官擔任，職級為首長級薪級第8點（D8）。

## 職責
- 為有需要的香港市民提供租住公共房屋
- 審核各類公共房屋資助計劃的資格準則
- 為香港房屋委員會及其轄下小組委員會，提供秘書處以及行政方面的支援

## 歷史
房屋署於1973年4月1日成立，由徙置事務處及市政事務署轄下的屋宇建設科合併而成，隸屬於同時增設的布政司署房屋科，直至1997年7月1日，易名為房屋局（英文易名為Housing Bureau）。
2003年，房屋及規劃地政局兩名涉及天頌苑短樁案的品質控制工程師及助理工程監督被判處串謀訛騙罪名罪成，各被判處監禁7年。兩人上訴得直，案件發還高等法院重審，最後兩人選擇認罪，各被判處監禁4年8個月。
2003年7月1日，房屋署與房屋及規劃地政局實施局署合併，並由該局常任秘書長梁展文兼任房屋署署長。
2007年7月1日，曾蔭權連任行政長官，香港政府政策局改組，房屋署改為隸屬於運輸及房屋局。
因1999至2000年間，東涌、天水圍、油塘等房屋署公營房屋地盤接連出現短樁。廉政公署於2007年拍攝《廉政行動2007》第二集之〈沙丘城堡〉改編自沙田愉翠苑短樁案。並於無綫電視翡翠台播出。
啟晴邨與德朗邨地盤勘探報告發現，地盤有約15,400立方米的海泥廢料，相當於6座標準游泳池容量，房屋署遂於2009年利用該署研究及發展的海泥綠化處理技術，混合英泥和碎石等材料，將綠化海泥回填物回填地盤，避免海泥被列為廢物運至堆填區或者海上卸泥區傾倒。
2010年代，房屋署投資逾2百萬港元，先後與香港理工大學及香港大學進行為期約一年的研究，成功使用海泥綠化處理方法，將上述兩邨地盤所挖出達的無用海泥循環再造，混合英泥及回收的碎石，製造成為4種不同建築用途的海泥再造磚，合共38萬塊，抗壓強度和防滑等性能與傳統磚塊相若，再投放於兩邨樓宇作為地台、花槽壆、天面和停車場防水膜的用途；又將經過綠化處理的海泥回填於地基旁，令到挖出的海泥全數在原地盤處理，節省運往廢料到堆填區或者於卸泥區傾倒的時間及金錢。房屋署因此獲得香港綠色議會頒發「環保建築大獎2012」。
2022年7月1日，運輸及房屋局分拆為運輸及物流局與房屋局，房屋署改由房屋局管轄。

## 歷任首長
房屋署署長
- 廖本懷（1973年9月17日─1980年5月14日）[16]
- 衛綸書（Bernard Vaughan Williams, 1980年5月15日─1983年7月8日）
- 霍德（Sir David Robert Ford, 1983年7月9日─1985年2月10日）
- 彭玉陵（1985年2月11日─1990年6月7日）
- 馮通（1990年6月8日─1996年7月5日）
- 苗學禮（John Anthony 'Tony' Miller, 1996年7月6日─2002年6月30日）

2002年7月1日起，房屋署署長一職由房屋及規劃地政局常任秘書長（房屋）兼任
- 梁展文（2002年7月1日─2005年11月29日）
- 陳鎮源（2006年1月3日—2007年6月30日）

2007年7月1日起決策局改組，房屋署署長一職改由運輸及房屋局常任秘書長（房屋）兼任
- 陳鎮源（2007年7月1日—2010年5月2日）
- 栢志高（Duncan Warren Pescod, 2010年5月3日—2014年4月1日）
- 應耀康（2014年4月2日—2019年10月20日）
- 唐智強（2019年10月21日—2020年12月31日）
- 王天予（2021年2月1日—2022年6月30日）

2022年7月1日起決策局改組，房屋署署長一職改由房屋局常任秘書長兼任
- 王天予（2022年7月1日—2023年8月14日）
- 羅淑佩（2023年8月15日—2024年12月4日）
- 鍾沛康 (署理) (2024年12月5日-2025年2月3日)
- 李佩詩  （2025年2月4日-)

## 批評／爭議

### 公共房屋設計
房屋署對香港的公共房屋設計，其設計過於標準化，缺少創意及彈性，一直為人詬病，令各個公屋及居屋項目設計幾乎統一採用構件式單位，配非標準設計大廈，令香港的公共房屋比起鄰近地區，如廣州、澳門及新加坡，顯得單調乏味，且部分標準設計也存在危險（如防煙門及淋花頭蓋等）又繼續沿用，漠視居民生命安全。現時採用的構件式單位面積只有14.1-38.0平方米，戶型則按1989年發表的和諧式設計作少量修改而成，而樓宇設計概念則倒退回1984年起草的Y3及Y4型大廈連劏房獲廣泛採用的時期，相反在1989年發表的和諧式單位設計，則有16.0-52.2平方米設計，設計明顯倒退。加上室內交樓標準沒有梗房及地板，廚廁室內裝飾也非常落伍，只得白色瓷磚（公屋）或啡色瓷磚（居屋）；比起廣州、澳門及新加坡的公共房屋的有梗房、有地磚、廚廁採用顏色瓷磚比較，明顯落後。而新加坡組屋單位面積平均達90平方米，澳門社會房屋及經濟房屋單位面積有60平方米，比香港公共房屋的設計大得多。

### 被指打壓2020年香港立法會選舉民主派初選
就2020年香港立法會選舉，民主派進行初選，有多達61萬人投票。「選舉觀察計劃」就民主派初選發表觀察報告。報告指，根據國際標準，用於評估初選投票是否公正的33個項目中，22個表現被評為「令人滿意」，但報告同時批評，民政事務總署、房屋署積極打壓，阻礙議員辦事處成為投票站。另外有72個票站曾被警員查問或有警員在站外拍照，位處公共屋邨的票站被房屋署職員「路經拍照」亦相當普遍。

### 未有正視清潔工墮垃圾槽致命意外
2010年，大埔大元邨發生清潔工墮槽意外，房委會表示在2011年為公共租住屋邨進行改善槽口工程。而勞工處指其掌握的資料，指所有公共屋邨的垃圾槽符合規例要求。不過到2017年，馬鞍山錦泰苑發生清潔工墮槽死亡意外，勞工處在2018年5月去信予居屋及租置屋的業主立案法團及物業管理公司，敦促儘快改善垃圾槽等裝置的設計，以符合《建築物（垃圾及物料回收房及垃圾槽）規例》規定，事件反映了相關的要求未有涵蓋租置計劃屋邨及居屋。雖然職業安全健康局向承辦商提供有關安全使用垃圾槽的指導、訓練及監督的建議。不過清潔工人職工會發現大多的工友均表示沒有接受相關訓練。到2021年1月，屯門山景邨一名男清潔工人墮槽死亡意外發生後，勞工處向41個垃圾槽不符標準的屋苑發出「暫時停工通知書」，不過沒有透露屋苑名單。而11年間，同類意外發生5次，奪去3人性命。有多個居屋法團就相關工程責任問題與房署角力，包括就垃圾槽設計上缺失去信房署要求跟進。不過房屋署回覆指房委會轄下樓宇獲豁免於《建築物條例》，毋須跟從規定。而獨立審查組不會追溯現有建築物是否符合法規，因此垃圾槽口不涉及錯誤設計問題。申訴專員公署亦認同房委會說法。清潔工人職工會批評房委會及房屋署失職，未有正視問題，要求試行以升降機收集垃圾和盡快巡查所有公營房屋，並訓練清潔工人安全使用垃圾槽。

### 無家者獲派爛地公屋 房署一度拒補修
2022年11月，一名無家者獲派由房署位於長沙灣幸福邨翻新的單位，不過收樓後發現單位內的地台不平而令他難眠，只能在廚房打地鋪。他曾經向房署投訴超過一個月，但署方拒絕跟進。到媒體曝光後才派人上門修補。測量師學會前會長何鉅業批評原先翻新工程屬「未完工狀態」，房署理應不驗收。而協助個案的社區組織協會幹事吳衛東事件反映房署監督外判承建商不力。不過房署重申工程有監管制度，但沒有正面回應該單位有否妥善驗收，也沒有記錄空置單位翻新工程投訴數字。

## 相關參見
- 屋宇署
- 香港房屋委員會
- 香港房屋協會
- 一手住宅銷售物業監管局